# Teleselskab
Et teleselskab er en virksomhed, der udbyder telefoniprodukter på et givet marked. Deres kunder er privatpersoner eller andre virksomheder.

## Mobilselskab
Et mobilselskab er et teleselskab, som sælger tjenester inden for mobiltelefoni. Hvis mobilselskabet har eget netværk betegnes de normalt som mobiloperatører eller blot som operatører. Hvis mobilselskabet ikke har eget netværk, men i stedet på engrosvilkår anvender et netværk betegnes de som service provider eller som MVNO.
I Danmark har vi kun 3 forskellige mastenetværk, som ejes af 4 forskellige mobilselskaber. TDC, 3 og Telia/Telenor. - Alle andre mobilselskaber ejes enten af de fornævnte selskaber eller lejer sig ind på deres master, som en såkaldt service provider.
Siden liberaliseringen af det danske telemarked d. 19 januar 1998, dagen hvor også Tele Danmark blev privatiseret og videreført under navnet TDC, har antallet af teleselskaber og MVNOér i Danmark, sammenlignet med de fleste andre vestlige lande, været relativt højt. Danmark havde i 2011 iflg. Danmarks Statistik, 7.900.000 mobilabonnementer eller 1,41 mobilabonnement pr. dansker. Samtidig var der i samme periode iflg. Erhvervsstyrelsen mere 80 mobilselskaber, MVNO´er og bredbåndsselskaber i landet, hvilket er på niveau med antal teleselskaber i hele USA.